# Benabdelmalek Ramdane
Benabdelmalek Ramdane là một đô thị thuộc tỉnh Mostaganem, Algérie. Dân số thời điểm năm 2002 là 12.577 người.